# Tåsta
Tåsta är ett naturreservat i Örebro kommun i Örebro län.
Området är naturskyddat sedan 2006 och är 121 hektar stort. Reservatet består av gammal skog och små kärr, så kallade rikkärr. I reservatets östra del finns det järnåldersgravar. 

## Galleri

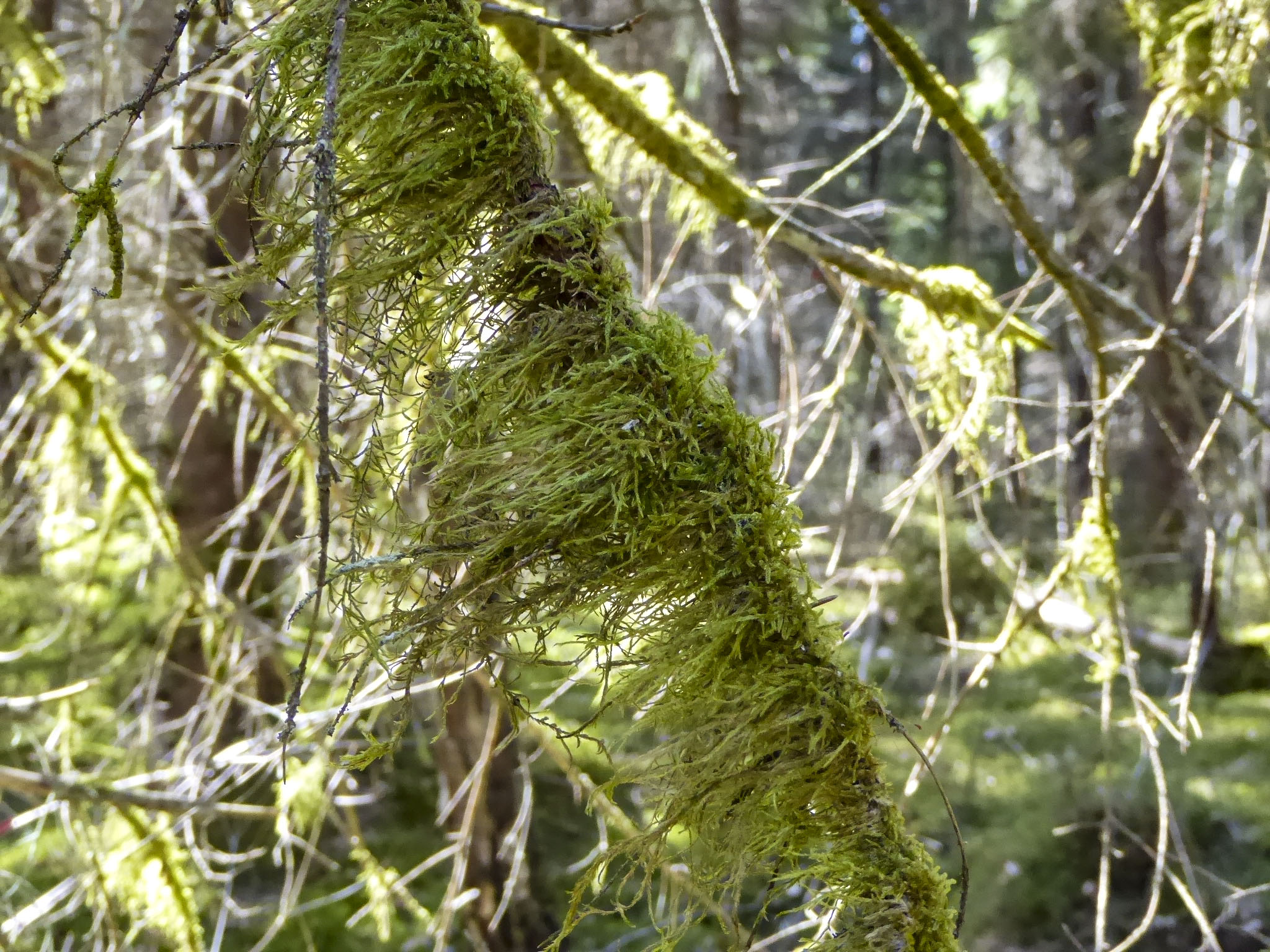
Gammelskog
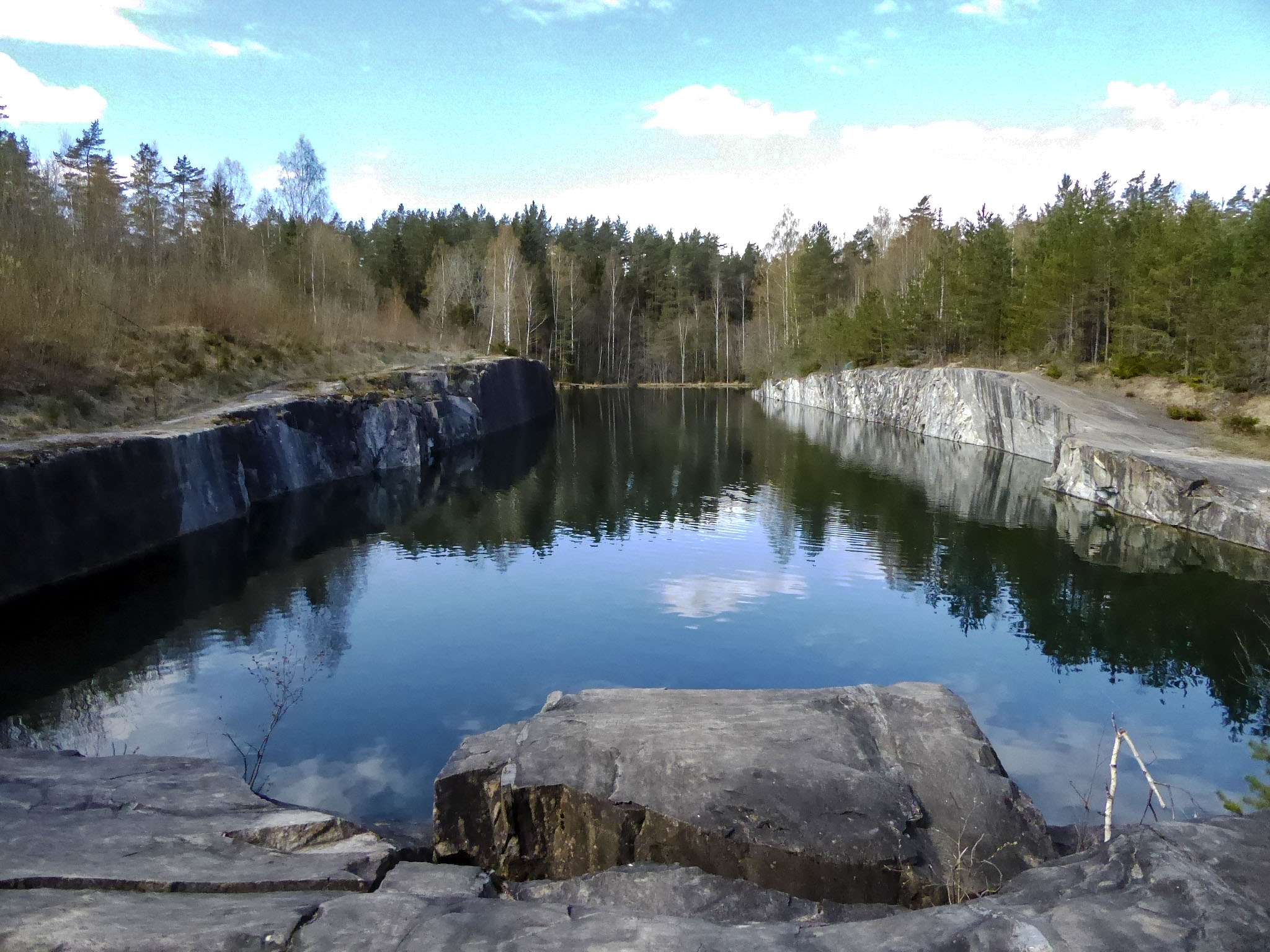
Marmorbrott.
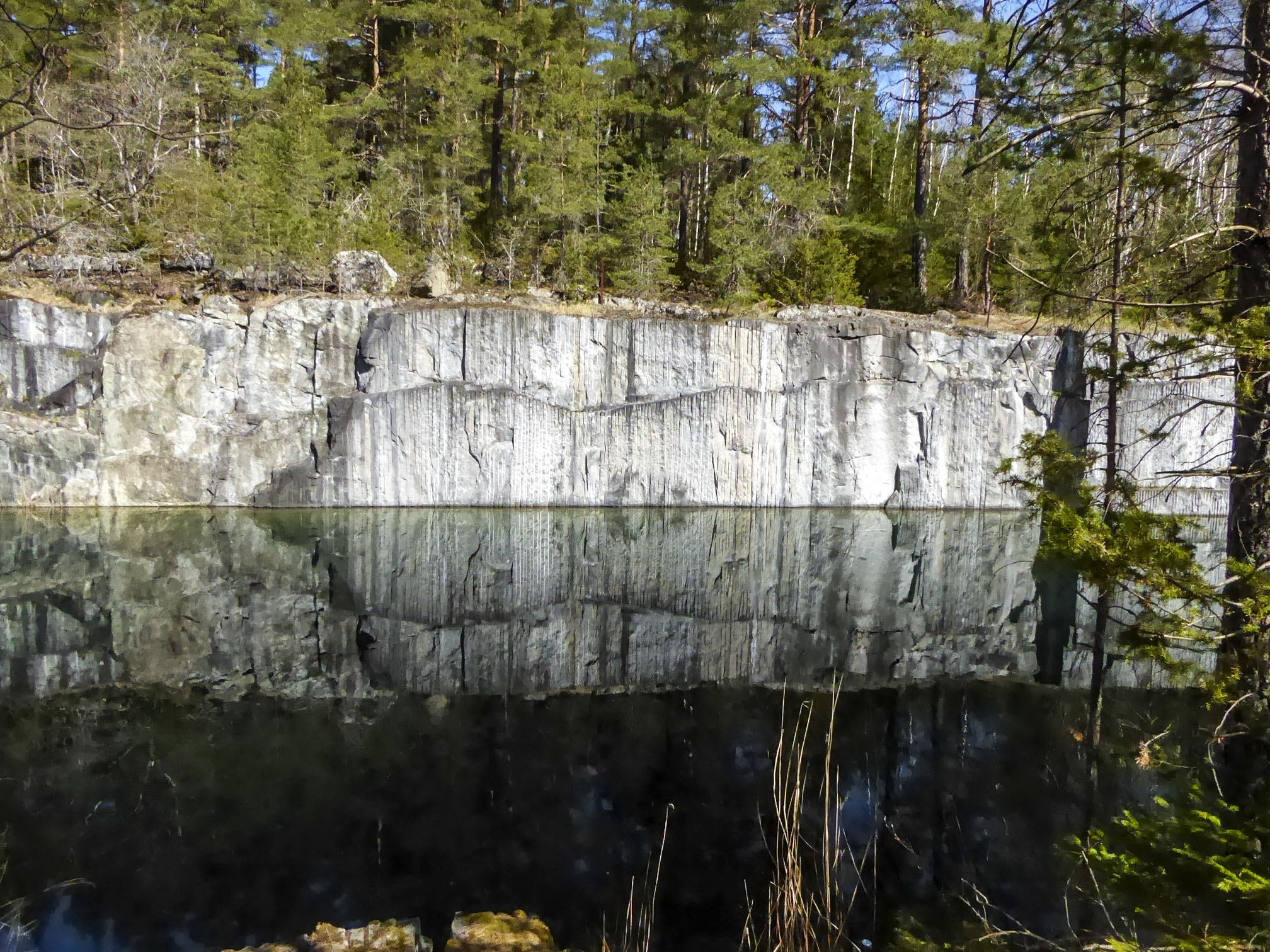
Marmorbrott.